# Zimpost
Zimbabwe Posts (Pvt) Ltd, alias Zimpost est l’opérateur public responsable du service postal au Zimbabwe.

## Réglementation
Zimpost a été autorisé par l'Autorité de réglementation des postes et télécommunications du Zimbabwe (POTRAZ) conformément aux dispositions de la Loi sur les postes et télécommunications de l’an 2000 (chapitre 12-05).

## Activités
L'organisation postale:

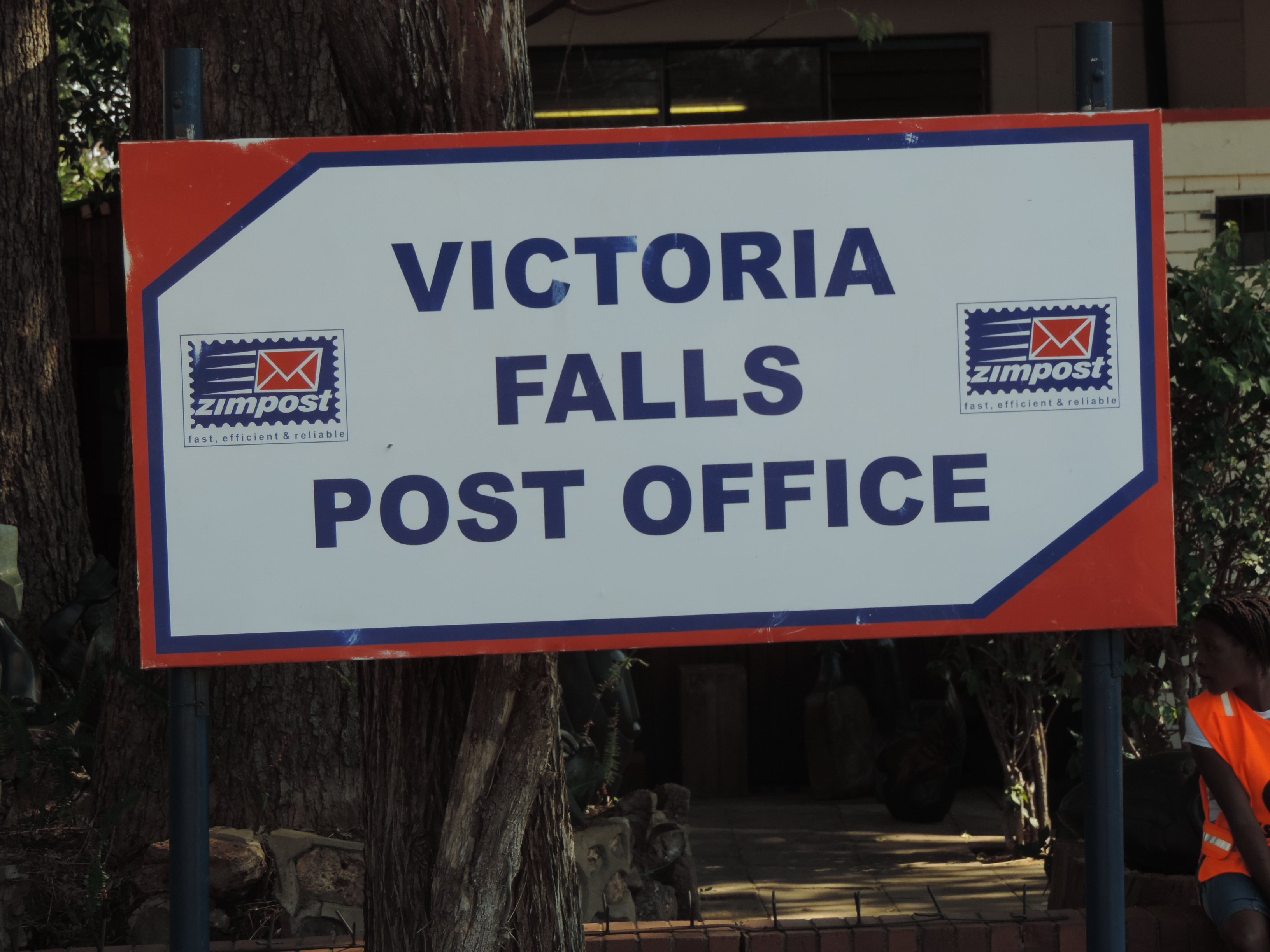
Enseigne du bureau de poste de la ville de Victoria Falls.

- exploite les services postaux universels dans le pays;
- reçoit et expédie les courriers internationaux;
- fournit des services financiers;
- exploite des services de messagerie;
- gère les timbres-poste.